# 阿尔·坎萨
Tumāḍir bint ʿAmr ibn al-Ḥareth ibn al-Sharīd al-Sulamīyah（阿拉伯语：‎），通常简称为阿尔·坎萨（al-Khansā，阿拉伯语：‎，意思是“瞪羚”，575年—645年）是一位生活在公元七世纪的阿拉伯诗人（据说在公元646年死亡）。她是阿拉伯文学界最著名的女诗人。
在她的时代，女诗人通常都是负责为死者写挽歌，并在公开的口头比赛中为部落表演。阿尔·坎萨为自己在战斗中死去的兄弟 Ṣakhr 和 Muʿāwiyah 写的挽歌为她在这些比赛中赢得了尊敬和声望。

## 生平
阿尔·坎萨在阿拉伯半岛内志的一个富裕家庭里出生和长大。她是穆罕默德的同代人，最终皈依了伊斯兰教。
612年，她的兄弟 Mu'awiyah 被另一个部落的成员杀害。 阿尔·坎萨坚持要求她的兄弟 Sakhr 为 Mu'awiyah 报仇。Sakhr 在这个过程中受伤，一年后因伤势过重而死亡。阿尔·坎萨在诗歌中哀悼兄弟的死亡并因其挽歌作品而名声大噪。
她有四个儿子：Yazīd，Muʿāwiyah，ʿAmr 和 ʿAmrah，都皈依了伊斯兰教。 她的四个儿子全都死于卡迪西亚战役。
当她收到儿子们都战死的消息时，她显得并不悲伤，而是说：“赞美真主，以他们的殉难来荣耀我。我希望我的主能够在他的怜悯中与我们团聚。（(阿拉伯语：‎）。

## 评价
同时代的阿拉伯诗人al-Nābighah al-Dhubyānī评价她说：你是鎮尼和人类中最优秀的诗人。（阿拉伯语：‎） 
另一个轶事说，al-Nabigha告诉阿尔·坎萨：“如果Abu Basir还没有背诗给我听，我会说你是阿拉伯最伟大的诗人。现在你是有乳房的人里最伟大的诗人。”阿尔·坎萨回答说：“你也是有睾丸的人里最伟大的诗人。”